# Ichneumon tyrannus
Ichneumon tyrannus är en stekelart som beskrevs av Franz Paula von Schrank 1781. Ichneumon tyrannus ingår i släktet Ichneumon och familjen brokparasitsteklar. Inga underarter finns listade i Catalogue of Life.